# کت ویلیامز
مایکا سیرا "کت" ویلیامز (انگلیسی: Micah Sierra "Katt" Williams; زادهٔ ۲ سپتامبر ۱۹۷۱), استندآپ کمدین، هنرپیشهٔ تلویزیون و سینما، موسیقی‌دان، رپ‌خوان، تهیه‌کننده، و صداپیشهٔ اهل ایالات متحده آمریکا است.
از فیلم‌ها یا برنامه‌های تلویزیونی که وی در آن نقش داشته است می‌توان به فیلم ترسناک ۵، گربه‌ها و سگ‌ها: انتقام از کیتی گالور، نوربیت، خیابان تنهایی و پدران جایگزین اشاره کرد.